# Tim Klinger
Tim Klinger (Wuppertal, 22 september 1984) is een Duits voormalig wielrenner.

## Resultaten in voornaamste wedstrijden
| Jaar | Ronde van Italië | Ronde van Frankrijk | Ronde van Spanje |
| ---- | ---------------- | ------------------- | ---------------- |
| 2007 | opgave           |                     | 100e             |

| Jaar | Luik-Bast.‑Luik | Ronde van Lombardije |
| ---- | --------------- | -------------------- |
| 2007 | opgave          | opgave               |

## Ploegen
- 2005 –  Team Sparkasse
- 2006 –  Team Wiesenhof AKUD
- 2007 –  Gerolsteiner
- 2008 –  Gerolsteiner